# Lameu Mns Leung
Lameu Mns Leung is een bestuurslaag in het regentschap Pidie van de provincie Atjeh, Indonesië. Lameu Mns Leung telt 703 inwoners (volkstelling 2010).